# Lépine
Lépine là một xã ở tỉnh Pas-de-Calais trong vùng Hauts-de-France của Pháp.

## Dân số
| 1962                                                                | 1968 | 1975 | 1982 | 1990 | 1999 | 2006 |
| ------------------------------------------------------------------- | ---- | ---- | ---- | ---- | ---- | ---- |
| 271                                                                 | 319  | 268  | 279  | 296  | 297  | 291  |
| Census count starting from 1962: Population without double counting |      |      |      |      |      |      |